# 本胡爾 (阿肯色州)
本胡爾（英語：Ben Hur）是位於美國阿肯色州牛頓縣的一個非建制地區。該地的面積和人口皆未知。

## 地理
本胡爾的座標為35°43′49″N 92°58′23″W / 35.73028°N 92.97306°W，而該地的平均海拔高度為528米（即1732英尺）。